# Artemia salina
Artemia salina of parelkreeftje is een pekelkreeftjessoort uit de familie Artemiidae. De wetenschappelijke naam werd gepubliceerd in 1758 door Carl Linnaeus in de tiende editie van Systema naturae.

## Leefwijze en voorkomen
Artemia salina komt voor in de zoute binnenzeeën van onder andere Californië en Utah. Ze kunnen zich hier in enorme groepen ophopen en vormen zo een goede voedingsbron voor bijvoorbeeld flamingo's.